# Black (Brasserie de Bellevaux)
Black is een Belgisch bier. Het bier wordt gebrouwen in Brasserie de Bellevaux, gelegen in het Luikse dorp Bellevaux, onderdeel van Bellevaux-Ligneuville, een deelgemeente van Malmedy in de Oostkantons.
Black is een donker bier van hoge gisting met een alcoholpercentage van 6,3%. Het bier wordt enkel in de herfst gebrouwen. Black werd ontwikkeld in samenwerking met Ian Ward, een Engels brouwmeester.